# Tomislav Labudović
Tomislav Labudović (Zagabria, 25 ottobre 1985) è un calciatore croato, difensore svincolato.

## Carriera

### Club
Ha giocato nella massima serie dei campionati croato, ungherese ed indonesiano.

### Nazionale
Ha militato nelle nazionali giovanili croate Under-17 ed Under-21.

## Statistiche

### Cronologia presenze e reti in nazionale
| Cronologia completa delle presenze e delle reti in nazionale ― Croazia under 21 | Cronologia completa delle presenze e delle reti in nazionale ― Croazia under 21 | Cronologia completa delle presenze e delle reti in nazionale ― Croazia under 21 | Cronologia completa delle presenze e delle reti in nazionale ― Croazia under 21 | Cronologia completa delle presenze e delle reti in nazionale ― Croazia under 21 | Cronologia completa delle presenze e delle reti in nazionale ― Croazia under 21 | Cronologia completa delle presenze e delle reti in nazionale ― Croazia under 21 | Cronologia completa delle presenze e delle reti in nazionale ― Croazia under 21 |
| Data                                                                            | Città                                                                           | In casa                                                                         | Risultato                                                                       | Ospiti                                                                          | Competizione                                                                    | Reti                                                                            | Note                                                                            |
| ------------------------------------------------------------------------------- | ------------------------------------------------------------------------------- | ------------------------------------------------------------------------------- | ------------------------------------------------------------------------------- | ------------------------------------------------------------------------------- | ------------------------------------------------------------------------------- | ------------------------------------------------------------------------------- | ------------------------------------------------------------------------------- |
| 2-3-2005                                                                        | Široki Brijeg                                                                   | Bosnia ed Erzegovina under 21                                                   | 0 – 0                                                                           | Croazia under 21                                                                | Amichevole                                                                      | -                                                                               |                                                                                 |
| 3-6-2005                                                                        | Sofia                                                                           | Bulgaria under 21                                                               | 2 – 1                                                                           | Croazia under 21                                                                | Qual. Europeo Under-21 2006                                                     | -                                                                               | 74’                                                                             |
| 16-8-2005                                                                       | Senec                                                                           | Slovacchia under 21                                                             | 4 – 3                                                                           | Croazia under 21                                                                | Amichevole                                                                      | -                                                                               | 30’                                                                             |
| 18-5-2006                                                                       | Pau                                                                             | Francia under 21                                                                | 1 – 0                                                                           | Croazia under 21                                                                | Amichevole                                                                      | -                                                                               | 87’                                                                             |
| 1-8-2006                                                                        | Costrena                                                                        | Croazia under 21                                                                | 4 – 1                                                                           | Bosnia ed Erzegovina under 21                                                   | Amichevole                                                                      | -                                                                               | 73’                                                                             |
| 15-8-2006                                                                       | Grosseto                                                                        | Italia under 21                                                                 | 0 – 0                                                                           | Croazia under 21                                                                | Amichevole                                                                      | -                                                                               | 78’                                                                             |
| Totale                                                                          |                                                                                 | Presenze                                                                        | 6                                                                               |                                                                                 | Reti                                                                            | 0                                                                               |                                                                                 |